# Ctenostomatida
Ctenostomatida zijn een orde van mosdiertjes (Bryozoa) uit de klasse van de Gymnolaemata.

## Taxonomie
De volgende taxa zijn bij de orde ingedeeld:
- Onderorde: Alcyonidiina
  - Superfamilie: Alcyonidioidea Johnston, 1838
  - Superfamilie: Haywardozoonoidea d'Hondt, 1983
- Superfamilie: Benedeniporoidea Delage & Hérouard, 1897
- Onderorde: Flustrellidrina
  - Superfamilie: Flustrellidroidea
- Onderorde: Paludicellina
- Onderorde: Stolonifera
- Onderorde: Stoloniferina
  - Superfamilie: Aeverrillioidea d'Hondt, 1983
  - Superfamilie: Arachnidioidea Hincks, 1880
  - Superfamilie: Hislopioidea Jullien, 1885
  - Superfamilie: Penetrantioidea Silén, 1946
  - Superfamilie: Terebriporoidea d'Orbigny, 1847
  - Superfamilie: Triticelloidea Sars, 1873
  - Superfamilie: Walkerioidea Hincks, 1880
- Onderorde: Vesicularina
  - Superfamilie: Vesicularioidea Hincks, 1880
- Onderorde: Victorellina
  - Superfamily: Victorelloidea Hincks, 1880
- Onderorde: Ctenostomatida incertae sedis
  - Geslacht: Huxleya Dyster, 1858
  - Familie: Panolicellidae Jebram, 1985
  - Geslacht: Protobenedenipora d'Hondt & Schopf, 1985
  - Geslacht: Pseudobathyalozoon d'Hondt, 2006